# Programme européen pour la protection des infrastructures critiques

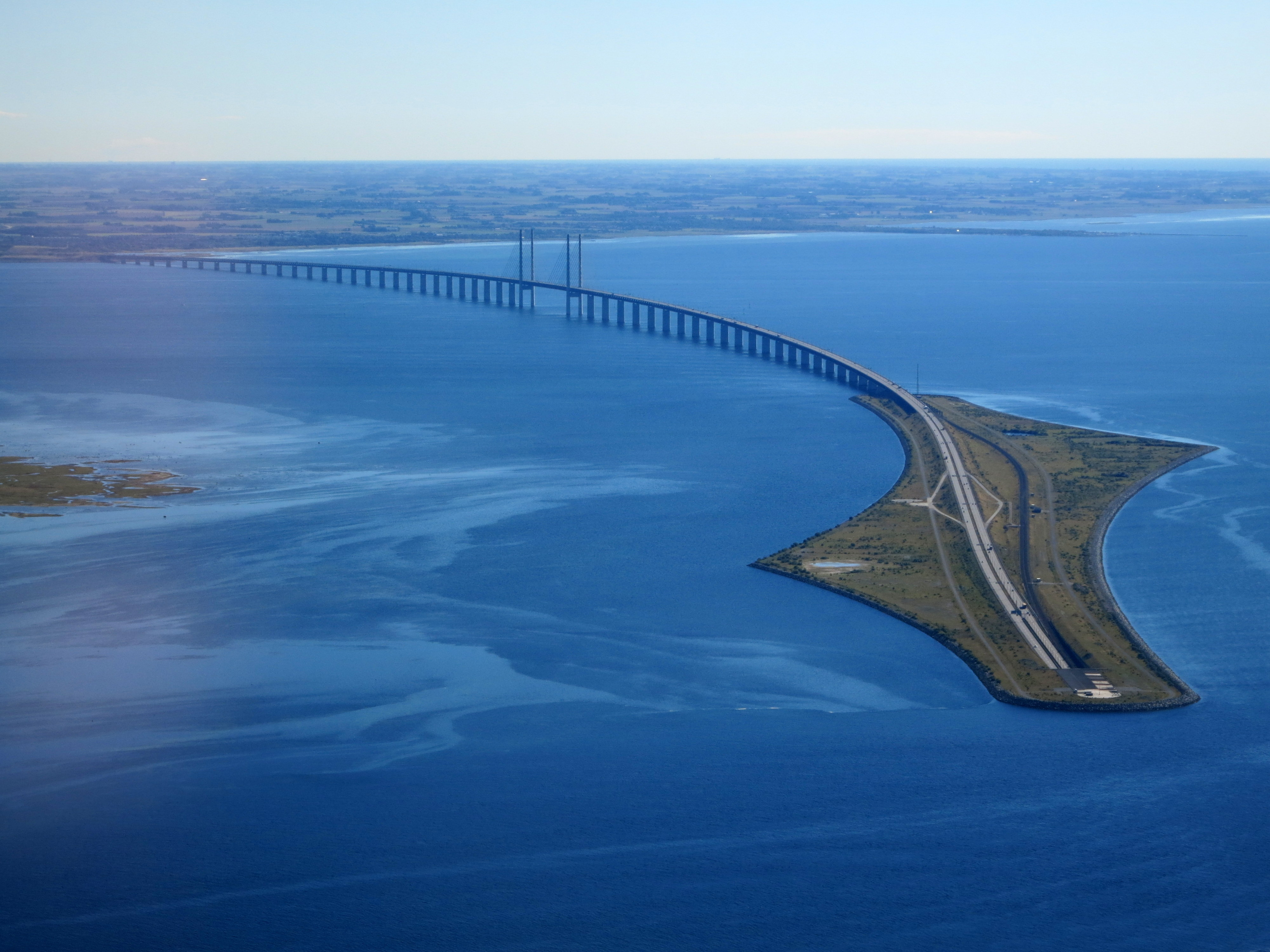
Øresund Bridge, pond reliant la Suède au Danemark

Le Programme européen pour la protection des infrastructures critiques (PEPIC ; en anglais, European Programme for Critical Infrastructure Protection, EPCIP) est un programme lancé en 2004 par le Conseil européen visant à identifier et protéger les infrastructures critiques, c'est-à-dire toute sorte d'infrastructure (y compris les services) considérée comme essentielle au fonctionnement de l'économie et de la société. Sur la demande du Conseil Justice et Affaires intérieures de décembre 2005, le PEPIC suit une approche « tout risques » : il n'est pas limité au terrorisme, qui reste cependant privilégié, mais concerne aussi le crime en général ainsi que les catastrophes naturelles,.

## Définition
La directive 2008/114/CE définit ainsi une infrastructure critique : « un point, système ou partie de celui-ci, situé dans les États membres, qui est indispensable au maintien des fonctions vitales de la société, de la santé, de la sûreté, de la sécurité et du bien-être économique ou social des citoyens, et dont l’arrêt ou la destruction aurait un impact significatif sur deux États membres au moins du fait de la défaillance de ces fonctions ».

## Mesures et programmes-cadres
Lancé après les attentats du 11 septembre 2001, le programme PEPIC est l'aboutissement d'une consultation lancée en juin 2004 par le Conseil avec sa Communication on Critical Infrastructure Protection in the Fight against Terrorism. En décembre 2004, le Conseil a soutenu la proposition de la Commission visant à lancer PEPIC et a donné son accord à la création du réseau d'alerte CIWIN (Critical Infrastructure Warning Information Network). Cela a finalement aboutit à la directive européenne 2008/114/EC du 8 décembre 2008 « concernant le recensement et la désignation des infrastructures critiques européennes ainsi que l'évaluation de la nécessité d'améliorer leur protection », se concentrant en particulier, pour commencer, sur les secteurs des transports et de l'énergie . Celle-ci s'applique à tous les États de l'UE ainsi qu'à ceux de l'espace économique européen (EEE).
Un « Programme spécifique 2007-2013: Prévention, préparation et gestion des conséquences en matière de terrorisme », doté d'un budget de 745 millions d'euros, a été lancé. Le programme-cadre intègre trois paquets distincts, « Solidarité et gestion des flux migratoires » (5 866 millions d'euros, dont plus de 285 millions pour l'agence FRONTEX, 900 millions d'euros pour la mise en œuvre de systèmes d'information à grande échelle et 62,3 millions d'euros pour la création d'un Observatoire européen des migrations), « Sécurité et protection des libertés » et « Droits fondamentaux et justice », qui aboutissent notamment à la création d'un « Fonds pour les frontières extérieures », d'un « Fonds européen pour le retour » (demandé par le programme de La Haye du Conseil européen, et visant à favoriser les « retours volontaires » d'immigrés en situation irrégulière) et d'un « Fonds européen d'intégration », ainsi que la prolongation du « Fonds européen pour les réfugiés ».

### Textes officiels
- Communication de la Commission du 12 décembre 2006 sur un programme européen de protection des infrastructures critiques [COM(2006) 786 final – Journal officiel C 126 du 7 juin 2007.
- Infrastructures critiques européennes sur le site d'Europa (synthèse de la législation européenne)
- Communication de la Commission au Conseil et au Parlement européen établissant un programme-cadre de solidarité et de gestion des flux migratoires pour la période 2007-2013 [COM(2005) 123 final - Non publié au Journal officiel.]
- [Décision 2008/22/CE de la Commission du 19 décembre 2007 fixant les modalités de mise en œuvre de la décision n°573/2007/CE du Parlement européen et du Conseil portant création du Fonds européen pour les réfugiés pour la période 2008-2013 dans le cadre du programme général « Solidarité et gestion des flux migratoires » en ce qui concerne les systèmes de gestion et de contrôle des États membres, les règles de gestion administrative et financière et l'éligibilité des dépenses pour les projets cofinancés par le Fonds [Journal officiel L 7 du 10.1.2008].

## Sources